# Evan Barr
Evan Barr, en amerikansk astronom.
Minor Planet Center listar honom som E. Barr och som upptäckare av 5 asteroider.

## Asteroider upptäckta av Evan Barr
| 3445 Pinson       | 16 mars 1983 |
| 3743 Pauljaniczek | 10 mars 1983 |
| 4436 Ortizmoreno  | 9 mars 1983  |
| (6286) 1983 EU    | 10 mars 1983 |
| (9294) 1983 EV    | 10 mars 1983 |